# マイドームおおさか

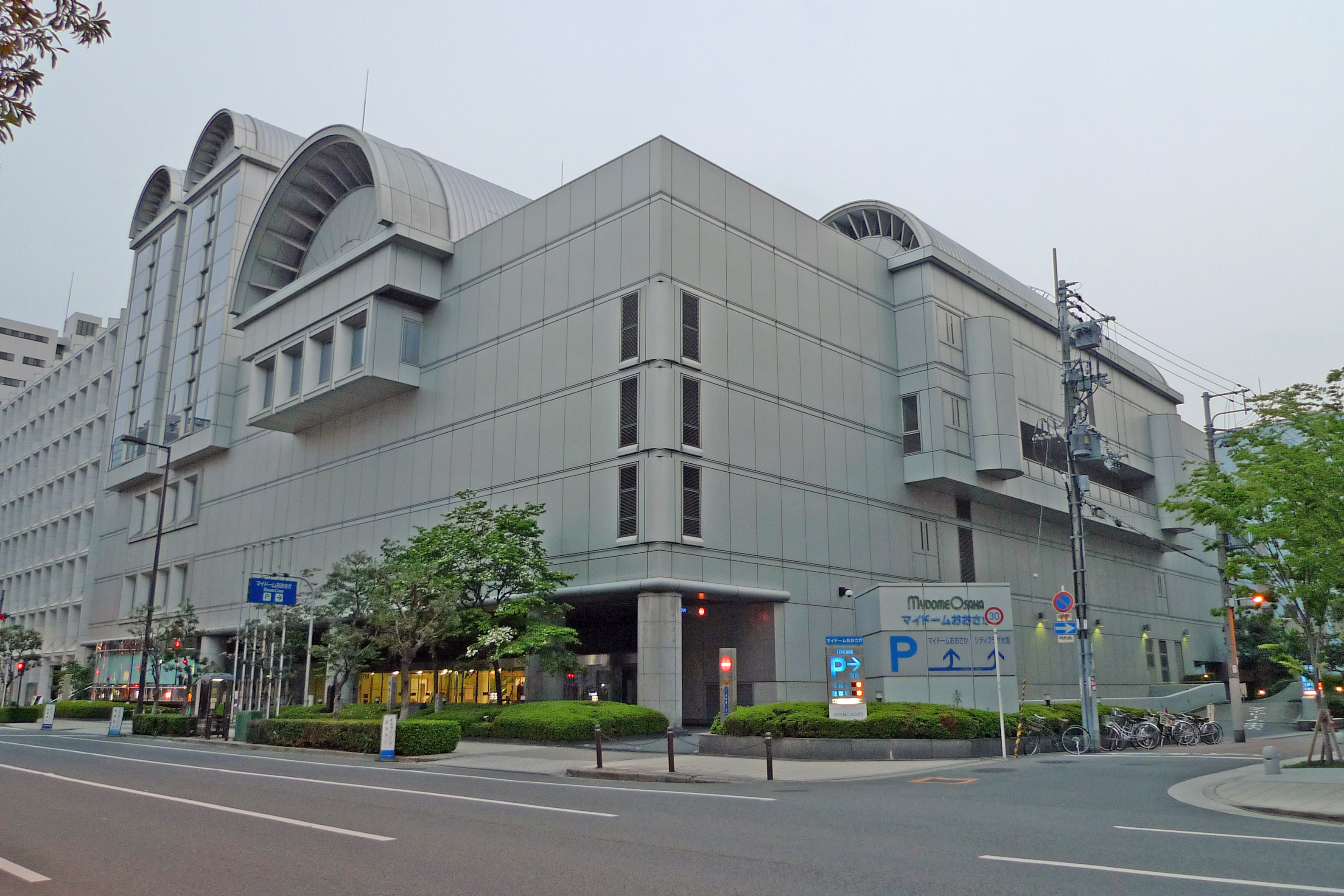
マイドームおおさか

マイドームおおさかは、大阪府大阪市中央区にある大阪産業局が運営する展示場である。

## 概要
施設は展示場（1-3階）、研修会議室（8階）、レストラン等で構成されている。松屋町筋に東面している。

## 建築
設計は日建設計。施工は大林組、竹中工務店、銭高組、鴻池組の共同企業体。南接する大阪商工会議所の前面が格子状なのに対し当建物は壁主体。アール屋根と縦長の窓を会議所側に寄せ、1階正面壁面を曲面ガラスにし、下階層の窓を会議所と同型にするなど統一のためのアクセントを工夫している。また、道路との余地にある緑地を形成している。1988年度大阪都市景観建築賞奨励賞を受賞。

## 交通アクセス
公共交通機関
- OsakaMetro（堺筋線・中央線）堺筋本町駅の(1)(12)番出口から徒歩7分
- OsakaMetro（谷町線・中央線）谷町四丁目駅の(4)番出口から徒歩7分